# Liste der Zuflüsse der Wörnitz
Liste der Zuflüsse der Wörnitz
Das Einzugsgebiet des etwa 132 km langen, durchweg in östliche bis südliche Richtungen zur Donau bei Donauwörth laufenden Flusses Wörnitz umfasst ungefähr 1570 km². Er hat nur drei große Zuflüsse von über 20 km Länge, nämlich die 21 km lange Rotach, die ihm an seiner Ostwendung bei Wilburgstetten von rechts zuläuft, die 41 km lange Sulzach, die auf dem folgenden Ostlauf bei Wittelshofen von links mündet, sowie die 37 km lange Eger, die am Ende seines südwärts laufenden Abschnitts durchs Nördlinger Ries und vor seinem Eintritt in die Frankenalb bei Harburg-Heroldingen wiederum von rechts zuläuft.

## Diagramm
Wörnitzzuflüsse von über 10 km Länge

## Tabelle der großen Zuflüsse
Tabelle der Zuflüsse mit 10 km oder mehr an Länge. Zum Vergleich auch die Daten der Wörnitz selbst.
| Name                   | GKZ             | Seite  | Stat. km | Länge km | EZG km² | Mündung Ort                       | m ü. NHN | Ursprung Ort                     | m ü. NHN | Bemerkung                                                                |
| ---------------------- | --------------- | ------ | -------- | -------- | ------- | --------------------------------- | -------- | -------------------------------- | -------- | ------------------------------------------------------------------------ |
| Ampfrach               | 118-120         | rechts | 0115,3   | 010,6    | 0030,5  | ⊙ ggü. Feuchtwangen-Reichenbach   | 447      | ⊙ b. Schnelldorf-Grimmschwinden  | 477      |                                                                          |
| Zwergwörnitz           | 118-140         | rechts | 0103,2   | 015,7    | 0061,3  | ⊙ zw. Schopfloch u. Lehengütingen | 440      | ⊙ b. Kreßberg-Selgenstadt        | 515      | Abschnittsnamensfolge Kesselbach → Langenbach → Schönbach → Zwergwörnitz |
| Rot(h)ach              | 118-180         | rechts | 086,8    | 020,8    | 0087,2  | ⊙ b. Wilburgstetten               | 432      | ⊙ b. Fichtenau-Neustädtlein      | 501      | Abschnittsnamensfolge Rotbach → Rotach → Rothach                         |
| Sulzach                | 118-200         | links  | 076,0    | 041,9    | 0191,3  | ⊙ b. Wittelshofen                 | 426      | ⊙ b. Schillingsfürst-Ziegelhütte | 516      |                                                                          |
| Lentersheimer Mühlbach | 118-400         | links  | 060,4    | 018,1    | 0092,0  | ⊙ v. Wassertrüdingen-Oberaumühle  | 419      | ⊙ b. Ehingen-Beyerberg           | 520      | Abschnittsnamensfolge Pfahlgraben → Eglesgraben → Lentersheimer Mühlbach |
| Gänsbach               | 118-540         | links  | 046,6    | 010,1    | 0019,2  | ⊙ b. Hainsfarth-Fürfällmühle      | 412      | ⊙ b. Westheim-Hüssingen          | 511      | Abschnittsnamensfolge Saubach → Linksseitiger Gänsbach → Gänsbach        |
| Augraben               | 118-5520        | rechts | 045,6    | 011,3    | 0015,4  | ⊙ v. Munningen-Ziegelmühle        | 411      | ⊙ b. Fremdingen-Eitersberg       | 468      |                                                                          |
| Mühlbach               | 118-560         | rechts | 044,8    | 014,6    | 0026,1  | ⊙ n. Munningen-Ziegelmühle        | 411      | ⊙ b. Fremdingen-Seglohe          | 470      | mit namenlosem Oberlauf vom Rotenberg durch die Seeger Seen              |
| Grimmgraben            | 118-582, 118-58 | rechts | 044,1    | 010,4    | 0027,0  | ⊙ b. Munningen                    | 411      | ⊙ b. Maihingen-Utzwingen         | 451      | Abschnittsnamensfolge Rechtsseitiger Grimmgraben → Grimmgraben           |
| („Westliche“) Rohrach  | 118-600         | links  | 040,5    | 024,2    | 0049,7  | ⊙ ggü. Wechingen                  | 408      | ⊙ b. Heidenheim-Obelshof         | 554      | durchfließt den Hahnenkammsee                                            |
| Rodelbach              | 118-720         | links  | 033,5    | 013,0    | 0052,1  | ⊙ ggü. Alerheim-Wennenmühle       | 406      | ⊙ Doosweiher b. Wemding          | 482      | Abschnittsnamensfolge Rodelbach → Altwasser                              |
| Schwalb                | 118-740         | links  | 030,8    | 014,3    | 0031,2  | ⊙ v. Harburg-Schrattenhofen       | 405      | ⊙ b. Fünfstetten-Heidmersbrunn   | 517      |                                                                          |
| Eger                   | 118-800         | rechts | 026,7    | 036,9    | 0440,8  | ⊙ b. Harburg-Egermühle            | 404      | ⊙ b. Bopfingen-Walkmühle         | 515      |                                                                          |
| Ellerbach              | 118-920         | links  | 011,9    | 011,9    | 0047,4  | ⊙ n. Harburg-Ebermergen           | 403      | ⊙ b. Fünfstetten                 | 519      |                                                                          |
| Kaibach                | 118-940         | links  | 000,1    | 011,1    | 0021,1  | ⊙ i. Donauwörth                   | 397      | ⊙ b. Buchdorf                    | 542      |                                                                          |
| Wörnitz                | 118-000         | n. a.  | 000,0    | 131,8    | 1685,5  | ⊙ i. Donauwörth                   | 396      | ⊙ i. Schillingsfürst             | 492      |                                                                          |

## Liste der Zuflüsse
Zuflüsse, soweit sie namentlich aus dem baden-württembergischen Geodatenviewer, dem Bayernatlas (vormals: Bayernviewer) oder weiteren Quellen zu erheben waren, siehe dazu die Weblinks am Ende. Im Übergangsbereich Baden-Württemberg–Bayern wurden, wo dort erhältlich, die amtlichen Längenangaben aus LUBW-FG10 übernommen bzw. deren Polygonzüge dort abgemessen, ansonsten wurden meist die Gewässerlängen auf dem Bayernatlas manuell abgemessen. Zuweilen stehen auch Einzugsgebietsgrößen nach LUBW-GEZG und Höhenangaben nach Online- oder Papierkarten. Kleinere Abweichungen von heute abfragbaren Daten können sich ergeben, weil die Online-Karten und -Datenbanken inzwischen weiter ausgebaut oder verändert wurden.

### Quelle
Die ausgewiesene Wörnitzquelle liegt in Schillingsfürst an der Dombühler Straße auf etwa 490 m ü. NN.

### Oberlauf nach Südsüdosten bis Wilburgstetten
- Ölmühlgraben, von links bei Schillingsfürst-Wittum, etwa 1,4 km. Entsteht als Ausfluss des Badesees am Schillingsfürster Fischhaus.
- Seewiesengraben, von rechts südlich von Wörnitz-Oberwörnitz, etwa 2,2 km. Entsteht am Ortsrand von Wörnitz-Walkersdorf.
- Ebertsmühlengraben, von links an der Wörnitzbrücke der Staatsstraße 2419 bei Wörnitz, etwa 2,3 km. Entsteht östlich der Höfstettermühle von Dombühl am Rande des Gemeindeholzes und der Kreisstraße 35.
- Morrieder Bach, von rechts bei der Wörnitzer Kläranlage, etwa 3,4 km. Entsteht gegen den Ostrand der Rodungsinsel von Wettringen-Obergailnau zu.
- Gründleinsgraben, von rechts vor Wörnitz-Ulrichshausen, etwa 2,0 km. Entsteht zwischen Wörnitz-Bösennördlingen und dem Parkplatz an der A 7 in dessen Westen.
- Mittelstetter Graben, von links bei Ulrichshausen, etwa 1,3 km. Entsteht in Wörnitz-Mittelstetten.
- Ratzendorfer Graben, von links bei Feuchtwangen-Ratzendorf, etwa 1,4 km. Entsteht südwestlich des Ulrichshausener Bergs dicht an der Trasse der Bahnstrecke Nürnberg–Crailsheim.
- Fritzenberggraben, von links an der flussabwärtigen Seite der Bahnbrücke zwischen Ratzendorf und Feuchtwangen-Zischendorf, etwa 1,1 km. Entsteht an der Südwestspitze des Fritzenbergs dicht an der Autobahn A 6.
- Waldhausener Mühlbach, von rechts zwischen Zischendorf und Feuchtwangen-Zumhaus, etwa 7,4 km. (Mit dem Arzbacher Mühlbach als Oberlauf.) Entsteht als Arzbacher Mühlbach südwestlich von Wettringen-Grüb am Nordostfuß des Grüber Rankens.
- Grundgraben, von rechts noch vor Zumhaus, etwa 2,2 km. Entsteht zwischen dem Schnelldorf-Oberampfracher Schloßberg im Südwesten und der A 7 im Nordosten am Rand der Kreisstraße 27.
- Hirtengraben, von rechts unmittelbar nach Zumhaus, etwa 1,5 km. Entsteht am Rande der A 7 wenig nördlich des Autobahnkreuzes Feuchtwangen/Crailsheim.
- Hahnäckergraben, von links auf wenig unter 450,6 m ü. NN vor der Kläranlage westlich von Feuchtwangen-Breitenau, etwa 1,8 km. Entsteht östlich von Breitenau.
- Langwiesengraben, von links an der Kläranlage bei Breitenau, etwa 1,5 km. Entsteht südöstlich von Breitenau am Sportplatz.
- Ungetsheimergraben, von rechts durch Feuchtwangen-Ungetsheim, etwa 1,0 km. Entsteht westlich von Ungetsheim als Feldweggraben.
- Sperbersbach, von links westlich von Feuchtwangen-Sperbersbach, etwa 1,6 km. Entsteht nordöstlich der Ortschaft Sperbersbach am Südrand der Hochebene des Mühlbergs.
- Ampfrach, von rechts gegenüber von Feuchtwangen-Reichenbach, etwa 10,5 km. Die Quelle liegt westlich von Schnelldorf-Grimmschwinden und nördlich des Simonsbergs.
- Mittelgraben, von links durchs südliche Reichenbach auf 445 m ü. NN, etwa 0,8 km.
- Rotbach, von links zwischen Reichenbach und Feuchtwangen-Mosbach, etwa 1,2 km. Mehrere Quellzweige östlich von Reichenbach nahe der Staatsstraße 1066.
- Speckgraben, von rechts auf 445,8 m ü. NN zwischen denselben Ortschaften, etwa 1,1 km. Entsteht vor dem Ostfuß des Feuchtwangen-Seiderzeller Mühlbergs.
- Seitzbach, von rechts gegenüber dem nördlichen Mosbach, etwa 2,7 km. Entsteht am Nordfuß des Geißbergs und läuft durch Seiderzell.
- Hegelbach, von links durch Mosbach, etwa 1,8 km. Entsteht vor dem Südfuß des Vogelbucks.
- Lachengraben, von rechts auf 445,2 m ü. NN gegenüber dem südlichen Mosbach, etwa 1,4 km. Entsteht am Nordrand des Feuchtwanger Orts Kühnhardt a.Schlegel.
- Tribursbach, von links vor Feuchtwangen-Tribur, etwa 1,6 km. Entsteht am Südhang und südlich des Weinbergs.
- Kühnhardter Mühlgraben, von rechts in der nächsten Wörnitzschlinge, etwa 2,8 km. Entsteht westlich von Kühnhardt am Südhang des Geißbergs.
- Steinweihergraben, von rechts gegenüber dem südlichen Tribur, etwa 1,8 km. Entsteht im Waldhanggewann Pfaffenklinge.
- Heiligkreuzgraben, von links zwischen Tribur und Feuchtwangen-Larrieden, etwa 1,4 km. Entsteht in einer Talmulde unmittelbar nördlich von Feuchtwangen-Heiligenkreuz.
- Dauberachergraben, von rechts unmittelbar nördlich von Larrieden in die Wörnitz gleich unterhalb des Mühlkanalwehrs, etwa 1,2 km. Entsteht im Starkfeld nordwestlich von Larrieden.
- Bachgraben, von rechts durchs nördliche Larrieden in die Wörnitz selbst, etwa 1,8 km. Entsteht östlich der A 7 vor der südlichen Pfaffenklinge.
- Mühlgründleinsgraben, von gegenüber von Larrieden in den Kanal der Larrieder Mühle, etwa 1,0 km. Entsteht am Westrand des Pfaffenholzes südöstlich von Heiligenkreuz.
- Bruckberggraben, von links zwischen Larrieden und Schopfloch, 1,0 km. Entsteht bei einem kleinen, von Feldern umgebenen See.
- Heiligenschlaggraben, von links an der Schopflocher Neumühle, 2,5 km und 3,6 km². Entsteht nördlich von Schopfloch-Deuenbach im südlichen Pfaffenholz an der Bahnlinie Bahnstrecke Dombühl-Nördlingen. Mit linkem Zufluss Heckersgraben.
- Zwergwörnitz, von rechts auf 440,8 m ü. NN zwischen Schopfloch und Lehengütingen, 16,0 km und 23,1 km². Entsteht offiziell am Knick der Hochstraße im Ort Selgenstadt der Gemeinde Kreßberg.
- Langwasengraben, von rechts gegenüber dem nördlichen Lehengütingen, etwa 2,0 km. Entsteht am Ostrand des Herrenholzes, teilt sich am Schwedenkreuz, linker Ast läuft offenbar zur untersten Zwergwörnitz.
- Schwarzklingengraben, von rechts keine fünfzig Meter nach dem vorigen, etwa 0,5 km. Ausfluss eines Sees nordwestlich der Schopflocher Pulvermühle.
- Klingengraben, von rechts an der Schopflocher Pulvermühle gegenüber von Lehengütingen, etwa 1,7 km. Entsteht südwestlich von Schopfloch-Waldhäuslein an einer Waldspitze.
- Fröschlach, von links zwischen Lehengütingen und der Dinkelsbühler Froschmühle, etwa 1,0 km. Entsteht zwischen Schopfloch-Dickersbronn und dem Froschholz in dessen Südwesten.
- Röttenbach, von rechts zwischen Dinkelsbühl-Burgstall und der Froschmühle in die Wörnitz selbst, etwa 2,8 km. Entsteht nördlich von Dinkelsbühl-Oberradach und fließt den letzten Kilometer in einem schön nahe der Pulvermühle einsetzenden Auengraben neben der Wörnitz.
- Hellenbach, von links bei der Dinkelsbühler Kemmleinsmühle, etwa 4,6 km. Länge mit Oberlauf Mühlgraben, dessen oberster Quelle westlich des Häckerweihers an der B 25 liegt.
- Heiligbach, von rechts vor Dinkelsbühl-Maulmacher, etwa 2,5 km. Entsteht im Rohrfeld südöstlich von Dinkelsbühl-Oberradach
- Lohwassergraben, am Unterlauf Lohweihergraben, von links gegenüber Maulmacher, etwa 3,1 km. Entsteht südlich von Dürrwangen-Hopfengarten am Rand des Rabenholzes.
- Wiesengraben, von rechts gleich nach Maulmacher, 0,9 km. Entsteht am Ostrand der Deponie südlich des Kesselhofes.
- Mutschachgraben, von links bei der Dinkelsbühler Unsinnigen Mühle (Ölmühle), etwa 3,7 km. Entsteht östlich des Schleifbucks im Dinkelsbühler Stadtwald Mutschach.
- Ölgraben, von links bei der Dinkelsbühler Lohmühle bei Neustädtlein, etwa 4,7 km. Am Bach und seinen Zuläufen liegen etwa drei Dutzend große und kleine Weiher. Mündungsfernste Quelle südöstlich von Dinkelsbühl-Karlsholz im Bogenfeld.
- Walkenweiherbach, von rechts beim Dinkelsbühler Wohnplatz Neumühle bei Radwang, 8,0 km. Entsteht westlich von Fichtenau-Buckenweiler als Hardgraben, danach auch Mühlbach.
- Lohgraben, von links beim Dinkelsbühler Wohnplatz Freundstal, etwa 3,8 km. Entsteht im Dinkelsbühler Dorf Sinbronn und ist ähnlich reich an Weihern wie der Ölgraben.
- Almosenbächlein, von links bei Wilburgstetten-Knittelsbach, etwa 0,9 km. Fließt aus dem 445,5 m ü. NN hoch gelegenen Altweiher und die letzten hundert Meter in einem schon weiter oben in deren Aue beginnenden Nebengraben der Wörnitz.
- Walkmühlgraben, von links in den Mühlkanal der Wilburgstettener Walkmühle, wenigstens 0,9 km. Ausfluss des Hafenweihers, der auch noch vom weiter abwärts mündenden Rappelachgraben gespeist werden kann, siehe dort.
- Herrnweihergraben, von rechts gegenüber der Wilburgstettener Walkmühle in die Wörnitz selbst, etwa 1,4 km. Ursprung östlich von Mönchsroth-St. Ulrich in einer schmalen Wiesenbucht im Wald, läuft den letzten halben Kilometer als Auenbach neben der Wörnitz.
- Grundgraben, von rechts am Nordrand von Mönchsroth-Diederstetten nach dem Rückfluss des Kanals der Wilburgstettener Walkmühle, etwa 1,3 km. Ursprung am Ostrand von Mönchsroth-Winnetten
- Keuschenlachgraben, von rechts südlich von Diederstetten, etwa 0,9 km. Entsteht im Wiedengrund südlich von Diederstetten.
- Rappelachgraben, im Oberlauf Ganswiesbach, von links an der Westspitze des Wilburgstettener Gewerbegebietes neben der Wörnitz, etwa 3,2 km. Entsteht in Wilburgstetten-Villersbronn und speist einige Teiche, darunter zuletzt die Rappelach, zuvor auch aufgeteilt, weshalb die Länge etwas willkürlich ist. Abfluss nämlich zum Teil in den Walkmühlgraben oben, siehe dort. Der Gansweisenbach-Abschnitt könnte natürlicher Oberlauf des unten erwähnten Ganswiesbachs sein, siehe dort.
- Grundgraben oder Gerngraben, von rechts vor der Wörnitzbrücke der B 25 bei Wilburgstetten, vermutlich etwa 0,9 km. Ist Teil eines insgesamt etwa 1,4  langen, durchgehenden Grabenzuges durch das Gewann Gernhut, der über den hier schon sehr niedrigen Mündungssporn hinweg die Wörnitz mit der zulaufenden Rotach verbindet. Beginn des diesseitigen Laufes am ungefähren Geländehochpunkt auf unter 432,5 m ü. NN angenommen.
- Altbach, von rechts wenige Schritte vor der Rotach, etwa 0,7 km. Entsteht nahe am Wasserwerk in der linken Rotach-Aue.
- Rotach, am bayerischen Unterlauf Rothach, von rechts auf 432 m ü. NHN gegenüber der Kreuzkapelle von Wilburgstetten, 20,8 km mit dem längeren Oberlauf Rotbach und 87,2 km². Der Rotbach entsteht westlich von Fichtenau-Neustädtlein zwischen der Anschlussstelle Dinkelsbühl/Fichtenau der A 7 im Norden und der Winterhalde im Süden wenig jenseits der Autobahn am Rande einer waldumschlossenen Wiese.

### Ostlauf von Wilburgstetten bis Wassertrüdingen
- Ganswiesbach, von links gegenüber Wilburgstetten am Kieswerk von Wilburgstetten-Burgstall, etwa 1,8 km. Entsteht keine hundert Meter entfernt vom Lauf des unter dem Rappelachgraben erwähnten Ganswiesbach, der überdies am rechten Hang der Talmulde dieses Bachs hier fließt; möglicherweise wurde jener zur Bewässerung der Teiche am Rappelachgraben umgeleitet.
- Hasselbach, von rechts nach Wilburgstetten auf Höhe der Kläranlage an der St 2385 auf 429 m ü. NN, 7,0 km. Entsteht am Hang nördlich von Tannhausen-Bergheim dicht an der Landesgrenze als Ausfluss eines Teichs und speist dann zunächst einige Weiher.
- Bärbach, von links durch Wilburgstetten-Welchenholz, etwa 4,4 km. Entsteht westlich von Wittelshofen-Illenschwang südlich der Staatsstraße 2218.
- Wörnitzwiesengraben, von links bei der Wilburgstetten-Welchenholzer Neumühle auf 431,2 m ü. NN, etwa 1,0 km. Entsteht nahe der Bärbach-Mündung in der Aue.[1]
- Weihergraben, von rechts in Weiltingen am Schloss, etwa 6,4 km. Entsteht etwa 1,3 km nordwestlich von Fremdingen-Seglohe im Waldgewann Aasing und speist noch im Wald einige Weiher.
- Sperbersbach, von links an der Weiltinger Wörnitzbrücke, etwa 2,0 km. Entsteht als Feldweggraben im westlichen Goldfeld und fließt zuletzt in einem breiten Altarm, der schon weiter flussaufwärts beginnt.
- Brühlgraben, von links an der Weiltinger Wörnitzbrücke, etwa 2,0 km. Entsteht in der Aue und wird unter dem rechten Hauptarm der Wörnitz durch einen Düker in einen dritten mittleren Arm zwischen diesem und dem beim Sperbersbach erwähnten linken Altarm geführt, durch den er dann mündet.
- Arenbach, von links unterhalb von Weiltingen-Wörnitzhofen, etwa 1,0 km. Entsteht nördlich des Wörnitzhofener Moorfelds.
- Schellengraben, von rechts unmittelbar vor Weiltingen-Ruffenhofen, etwa 3,8 km. Entsteht südsüdöstlich von Weiltingen-Frankenhofen am Südrand der Kreisstraße 47.
- Denzengraben, von rechts gegenüber von Wittelshofen noch vor der Wörnitzbrücke, etwa 3,7 km. Entsteht als nichtbeständiger Mühlweggraben am Nordrand des Königsbergs und fließt durchs Geländes des Römerparks Ruffenhofen.
- Sulzach, von links bei Wittelshofen unterhalb der Wörnitzbrücke, 40,6 km und 190,4 km². Entsteht südöstlich von Schillingsfürst im Gewann Kothenbach.
- Lehmgraben, von links gegenüber von Gerolfingen-Aufkirchen durchs westliche Gerolfingen selbst, etwa 1,3 km. Entsteht westlich des Berghauses am Hang des Hesselbergs.
- Herbertsbach, von links durch Gerolfingen an der östlichen Wörnitzbrücke, etwa 1,4 km. Entsteht am Hang des Hesselbergs.
- Eggartengraben, von rechts gegenüber der östlichen Ortsgrenze von Gerolfingen, etwa 1,1 km. Entsteht beim Sportgelände am Südrand von Aufkirchen.
- Sichelkrummgraben, von links vor der Gerolfinger Kläranlage, etwa 2,4 km. Entsteht am Hesselberg-Hang unterhalb der Evangelischen Landvolkshochschule.
- Schagertsgraben, von rechts unterhalb der Gerolfinger Kläranlage, etwa 2,6 km. Entsteht unbeständig südlich von Gerolfingen-Irsingen.
- Höllwiesengraben, von rechts nach Durchqueren des Höllfelds vor Wassertrüdingen-Reichenbach, etwa 1,6 km. Entsteht am Nordrand des Jägerschlags.
- Winkelwiesengraben, von links an der Röckinger Schmalzmühle nahe bei Reichenbach, etwa 4,1 km. Entsteht unterhalb der Osterwiese am Südhang des Hesselbergs als Löhleinsgraben, heißt danach Riedgraben und fließt danach in der Wörnitzaue, zuletzt in einem Altarm des Flusses.
- Ortsbach, von links wenig danach an der Straßenbrücke der Kreisstraße 47, etwa 4,4 km. Entsteht zwischen Röckingen im Süden und dessen Ostkuppe Schlößleinsbuck am Südhang des Hesselbergs.
- Forstgraben, von rechts aus Wassertrüdinger Gemeindegebiet ins Nebenwasser der Röckinger Gugelmühle, etwa 6,6 km mit längstem Oberlauf Herbstwiesengraben, der nördlich von Fremdingen-Seglohe am Nordrand des Oettinger Forstes im Reutenhart entsteht.
- Forstgraben (sic!), von rechts gegenüber dem Schloss an der Südspitze der Altstadt von Wassertrüdingen, etwa 3,9 km. Entsteht am Hirschenbuck im Nordosten des Oettinger Forsts und erreicht nach etwa anderthalb Kilometern die rechte Wörnitzaue, wo er als rechter Altarm weiterfließt. Dieser nimmt etwa einen Kilometer vor der Mündung den Ölgraben auf, eigentlich ein linker Zufluss der Wörnitz, der aber über einen Düker unterm Wassertrüdinger Flussbad hindurch in diesen Altarm geführt wird, dort schon mit etwa 4,5 km eine größere Länge als der gesamte Forstgraben hat und etwa einen Kilometer nordöstlich von Röckingen gerade eben schon auf Ehinger Gemarkung entsteht.
- (Bach durch den Oberen, Mittleren und Unteren Tugetweiher), von rechts vor der Wassertrüdinger Oberaumühle, etwa 2,6 km. Entsteht südlich des Hirschbucks im Oettinger Forst.
- (Bach durch Sand und Hüttenweiher), von rechts vor der Oberaumühle, etwa 1,2 km.
- Lentersheimer Mühlbach, von links dicht vor der Oberaumühle, etwa 18,2 km und 92,1 km². Entsteht beim Ortsteil Beyerberg der Gemeinde Ehingen als Löchergraben (etwa 3,2 km), heißt dann für etwa 2,0 km bis an die untere Ortsgrenze von Ehingen Eglesgraben und erst auf den restlichen etwa 13,0 km Lentersheimer Mühlbach. Dieser mündet nach zuletzt etwa 1,5 km Parallellauf ab Wassertrüdingen in der sich dort nach Süden kehrenden Sulzach-Aue.

### Südlauf bis zur Frankenalb
- (Bach durch Teufels-, Langer Sand- und Moosweiher), von rechts zwischen der Oberaumühle und Auhausen, etwa 1,2 km.
- Grundbach, von links vor Auhausen, etwa 6,3 km. Entsteht nordwestlich von Westheim-Ostheim unterm Wachtlerberg.
- Hofseegraben, von links am talaufwärtigen Ortsrand von Auhausen, etwa 3,1 km. Entsteht südlich von Wassertrüdingen-Geilsheim als Eckwiesengraben am Rande des Fuchslochs.
- Bruckbach, von links am südlichen Ortsrand von Auhausen, etwa 9,9 km. Entsteht am Westabhang des Herrleinsholzes aus einer auf etwa 560 m ü. NN hoch gelegenen Quelle als Wiergraben (etwa 3,3 km), Namenswechsel zu Bruckbach am Südende von Ostheim.
- Weihergraben, von rechts in Auhausen-Lochenbach, etwa 5,5 km. Entsteht im Bereich des Oberen und Unteren Sandweihers westlich von Auhausen-Dornstadt im Oettinger Forst.
- Floschengraben, von rechts im Kreut nordöstlich von Oettingen-Lehmingen, etwa 2,2 km. Entsteht nördlich von Oettingen-Lohe am Südrand des Windhaus, lange feldwegbegleitend.
- Zimmerseegraben, von links zwischen Lochenbach und Lehmingen wenig später, etwa 3,0 km. Entsteht am Rand der B 466 Westheim–Oettingen und läuft unter dem Namen Weiherbach lange am Südrand des Naturschutzgebietes Auwald entlang, Mündung über das unterste Stück eines wörnitzparallelen Auengrabens.
- Lothbach, von links bei Hainsfarth-Aumühle, etwa 8,9 km. Entsteht zwischen Heidenheim-Hohentrüdingen im Nordwesten und dem Roten Berg im Südosten als Lohgraben.
- Steppbach, von links an der Hainsfarther Aumühle, etwa 1,0 km. Entsteht östlich der B 466 an einem Steinbruch.
- Mühlbach, von links durch Hainsfarth unterhalb der Bahnbrücke nach Oettingen, etwa 2,4 km. Entsteht nördlich des Gehags.
- Triebgraben, von links vor der Hainsfarther Fürfällmühle, etwa 2,3 km. Entsteht an der Nordwestspitze von Megesheim, gehölzfreier und sehr gerader Graben.
- Gänsbach, von links nach der Hainsfarther Fürfällmühle, etwa 8,9 km. Entsteht als Rechtsseitiger Gänsbach wenig oberhalb der Kläranlage von Westheim-Hüssingen und speist im Oberlauf etliche Teiche.
- Augraben, von rechts nach Durchqueren von Oettingen an der südlichen Stadtgrenze in den Nebenlauf zur Ziegelmühle von Munningen, 11,3 km und 15,4 km². Entsteht im südlichen Oettinger Forst nordöstlich von Fremdingen-Hausen auf etwas über 464,7 m ü. NN[2] und speist gleich anfangs eine Kette von Weihern. Fließt erst nach Durchqueren der Gemeinde und auf einem relativ kurzen Teil seines Laufs in der Wörnitzaue.
- Mühlbach, von rechts zwischen der Ziegelmühle der Gemeinde und Munningen selbst, 14,5 km und 26,1 km².  Entsteht am Südrand des Oettinger Forstes westlich von Fremdingen-Seglohe auf etwa 496 m ü. NN und läuft ungefähr dem vorigen Augraben parallel nach Südosten.
- Grimmgraben, von rechts am nördlichen Siedlungsrand von Munningen, 10,4 km und 26,7 km² mit dem längeren Oberlauf des Rechtsseitigen Grimmgrabens, der westlich von Maihingen-Utzwingen auf etwa 450 m ü. NN entsteht.
- Faulgraben, von rechts nach der Faulenmühle unterhalb von Munningen auf 411,8 m ü. NN, etwa 6,0 km mit dem längeren Oberlauf des von rechts einmündenden Lachgrabens. Dieser entsteht westlich von Nördlingen-Dürrenzimmern auf etwas über 420 m ü. NN, kurz vor Erreichen der Wörnitz fließt dann noch ein anderer Lachgraben von links zu.
- Gländgraben, von links bei Munningen-Schwörsheim auf 409,8 m ü. NN, etwa 4,9 km Entsteht nördlich des Talerholzes auf etwa 420 m ü. NN und nimmt wenige Schritte vor seiner eigenen Mündung den kleinen Grünerinengraben von links auf.
- Neugraben, von links wenig nördlich gegenüber von Wechingen, etwa 7,2 km mit dem längeren rechten Oberlauf Lindichgraben, der offiziell bei einem Teich am Westrand von Polsingen-Trendel entspringt. Der linke Oberlauf Baderschlachtgraben, der mit etwa 2,4 km nur die halbe Länge des rechten erreicht, entsteht dagegen als rechter Abzweig der viel größeren Rohrach (s. u.) östlich von Munningen-Laub.
- („Westliche“) Rohrach, von links gegenüber dem Norden von Wechingen, 24,1 km und 49,7 km². Entsteht beim Obelshof von Heidenheim im Landkreis Weißenburg-Gunzenhausen und durchfließt am Mittellauf den Hahnenkammsee.
- Riedgraben, von links gegenüber von Wechingen an der Wörnitzbrücke der Kreisstraße 5, etwa 9,0 km einschließlich des westlichen Unterlaufs. Entsteht südöstlich von Polsingen auf etwas unter 500 m ü. NN. Der Wasserlauf teilt sich an der Querung der Straße von Laub zum Eulenhof in zwei Unterläufe, der hier mitgerechnete, westlich nach Wemding ziehende ist etwa 3,8 km lang. Der längere, südlich ziehende Zweig Riedgraben nimmt nach etwa 4,4 km den längeren Rodelbach auf, der unter anderem in langem linken Gleichlauf das Wemdinger Ried.[3]
- Sulzgraben, von rechts am südlichen Ortsrand von Wechingen, etwa 2,7 km. Entsteht an der Nordwestspitze des Wäldles.
- Lohgraben, von links (!) an der Nordseite der Kreisstraße 10 gegenüber der Wennenmühle der Gemeinde Alerheim, etwa 9,1 km. Entsteht nordöstlich von Deiningen auf wenig unter 418 m ü. NN Rand eines Feldweges bei der Südwestspitze des Wäldles. Der Bach, eigentlich ein rechter Nebenfluss der Wörnitz, wird nordwestlich des Ortsteils Rudelstetten von Alerheim unter der Wörnitz durchgeführt und läuft dann lange als Auengraben zwischen Wörnitz und ihrem linken Altwasser. Mündet in zwei etwa gleich kurzen Armen ins Ober- und Unterwasser des Wehrs an der Wennenmühle.
- Altwasser, von links auf der Südseite derselben Straße auf 406,4 m ü. NN, ca. 10,6 km und 52,1 km². Entsteht zunächst namenlos an der Nordwestspitze des Wechinger Weilerholzesauf etwa 417 m ü. NN und läuft zunächst südwestlich in die linke Wörnitzaue, durch die es dann unstet in südlichen Richtungen fließt. Heißt Altwasser erst ab gegenüber Fessenheim, wo noch im 19. Jahrhundert ein linker Wörnitzarm abging, auf dessen alter Mäandertrasse es dann die Wörnitz erreicht. Der mit 14,4 km längste Strang im System des Altwassers entsteht allerdings südlich von Wolferstadt-Steinbühl auf etwa 520 m ü. NN im Fuchsbau noch oberhalb der Doosquelle, durchfließt den Doosweiher, dem auch der Rodelbach entfließt, mündet nach langem Lauf als Doosbach in den Rodelbach, dieser in den linken Riedgraben-Zweig, dieser schließlich ins Altwasser.
- (Abfluss des Anhauserweihers), von links westsüdwestlich von Alerheim-Bühl im Ries auf unter 405 m ü. NN, etwa 3,5 km. Entsteht noch oberhalb des Weihers östlich des Anhauserhofs von Alerheim auf etwa 410 m ü. NN.
- Schwalb oder auch Schwalbach, von links südwestlich von Bühl im Ries, 14,2 km und 31,2 km². Entsteht bei Fünfstetten-Heidmersbrunn auf etwa 520 m ü. NN und erlebt starken Zufluss aus einer „Schwalbquelle“ genannten Karstquelle auf etwa 440 m ü. NN an der Huisheim-Gosheimer Mittelmühle, ab wo der Bach noch 7,6 km bis zur Mündung läuft.
- (Auengraben durch die Krebslache), von links gegenüber von Harburg-Schrattenhofen, etwa 0,9 km.
- Eger, von rechts an der Harburg-Heroldinger Egermühle auf über 405 m ü. NN, 36,9 km und 248,4 km². Entspringt westlich der Walkmühle von Bopfingen-Aufhausen einer Karstquelle auf etwa 520 m ü. NN.

### Durchbruchstal durch die Frankenalb bis zur Donau
- Kohlenbach, von links gegenüber von Harburg-Hoppingen auf unter 405 m ü. NN, etwa 3,2 km. Entsteht nordöstlich von Harburg-Sonderhof neben der Staatsstraße 2384 Huisheim-Ronheim auf etwa 497 m ü. NN.
- (Zufluss aus dem Westen), von rechts gegenüber Harburg-Katzenstein, etwa 0,7 km.
- (Zwei Auengräben), von links gegenüber dem Hühnerberg kurz nacheinander vor Ronheim, 0,5 und 0,4 km.
- (Zufluss beim Ronheimer Kalkbruch), von links am Fischerholz, 1,3 km. Entsteht als Feldweggraben auf unter 480 m ü. NN.
- Vier Flussinseln, beidseits und unter der Harburger Wörnitzbrücke, 1,2 ha.
- (Zufluss westlich von Harburg-Brünsee), von links, 1,1 km. Entsteht als Feldweggraben auf über 440 m ü. NN.
- (Auengraben), von rechts an der Südschlinge vor Brünsee, etwa 0,4 km.
- (Bach aus der Karstquelle in Brünsee), von links, etwa 0,3 km.
- (Zwei Auengräben), von rechts vom Rand eines Naturschutzgebietes, der letzte schon in Ebermergen, 0,7 und 1,2 km.
- Reisbach (!), von rechts bei Harburg-Ebermergen, etwa 5,8 km. Entsteht westlich von Harburg-Mauren beim Sportplatz am Reinberg auf etwa 495 m ü. NN und nimmt in Ebermergen den Morschbach von rechts auf.
- Ellerbach, von links bei Ebermergen auf unter 403 m ü. NN, 11,9 km und 47,4 km². Entsteht südwestlich von Fünfstetten am Waldrand auf knapp 520 m ü. NN.
- Mittelbach, von links bei Ebermergen, etwa 2,5 km. Oberlauf Osterbach entsteht südlich des Weilers Binsberg der Stadt Donauwörth auf knapp 440 m ü. NN.
- Riedgraben, von rechts bei Donauwörth-Wörnitzstein, etwa 1,1 km. Ein Auengraben.
- Reißbach (!), von rechts an der Wörnitzbrücke von Wörnitzstein, etwa 2,9 km. Entsteht nördlich des Schwarzenbergs auf über 495 m ü. NN und speist eine Reihe von Teichen.
- Rechtsseits beginnt zwischen den Donauwörth-Wörnitzsteiner Weilern Huttenbach und Dittelspoint, von der Riesbahn vom Fluss getrennt, blind ein Altwasser der Wörnitz.
- Huttenbacher Graben, von rechts gleich zu dessen Beginn in das Altwasser, etwa 2,5 km. Entsteht westlich von Huttenbach im Wald auf 488,3 m ü. NN.
- (Waldbach), von links zuletzt durch Dittelspoint in das Altwasser, etwa 1,6 km. Entsteht am Nordabhang des Geisbergs auf etwa 495 m ü. NN.
- (Blindes unteres Ende des Altwassers), zwischen der Wörnitzsteiner Einöde Maggenhof und Donauwörth-Riedlingen, etwa 1,2 km.
- (Zwei Auengräben), von links vor Felsheim, beide etwa 0,6 km.
- (Auengraben), von links vor Osterweiler, 0,4 km.
- (Zufluss vom Ostrand von Wörnitzstein), von links gleich danach, 1,1 km.
- (Zufluss), von links vor dem Wasserwerk von Donauwörth-Berg, 1,5 km. Entsteht nordöstlich des Kreuzhofs an der B 25 auf nicht ganz 450 m ü. NN.
- (Abgang des Mühlgrabens), nach links nach der Wörnitzbrücke der Donauwörther Westspange.
- (Verzweigter Auengraben), von rechts zuletzt in einem Altwasser in die Wörnitz selbst, 1,5 km.
- (Rücklauf des Mühlgrabens), von links am Wörnitzsteg, 0,8 km.
- Kumppengraben, von links gegenüber dem mündenden Mühlgraben, 0,6 km.
- Kleine Wörnitz, schmaler linker Wörnitzarm um die etwa 4,5 ha große städtische Flussinsel des Rieds, 0,5 km.
- Kaibach, von links in Donauwörth unterhalb der letzten Wörnitzbrücke, 11,1 km und 21,1 km². Entsteht am Ostrand des Schlägl südlich von Buchdorf auf wenig über 540 m ü. NN.

### Mündung
Die Wörnitz mündet in Donauwörth wenig oberhalb der Flussbrücke auf etwa 395,1 m ü. NN von links in die Donau.